# Xuân Lâm, Sông Cầu
Xuân Lâm là một xã thuộc thị xã Sông Cầu, tỉnh Phú Yên, Việt Nam.

## Địa lý
Xã Xuân Lâm nằm ở phía tây thị xã Sông Cầu, có vị trí địa lý:
- Phía đông giáp các phường Xuân Phú, Xuân Thành và xã Xuân Phương
- Phía tây giáp huyện Đồng Xuân
- Phía nam giáp xã Xuân Thọ 1
- Phía bắc giáp các xã Xuân Bình, Xuân Lộc và tỉnh Bình Định.

Xã Xuân Lâm có diện tích 136,69 km², dân số năm 2022 là 3.848 người, mật độ dân số đạt 28 người/km².

## Hành chính
Xã Xuân Lâm được chia thành 4 thôn: Bình Nông, Bình Tây, Cao Phong, Long Phước.

## Lịch sử
Ngày 16 tháng 5 năm 2005, Chính phủ ban hành Nghị định số 62/2005/NĐ-CP về việc thành lập xã Xuân Lâm thuộc huyện Sông Cầu trên cơ sở điều chỉnh 13.038 ha diện tích tự nhiên và 4.003 người của thị trấn Sông Cầu.
Ngày 27 tháng 8 năm 2009, Chính phủ ban hành Nghị quyết số 42/NQ-CP về việc:
- Thành lập thành thị xã Sông Cầu thuộc tỉnh Phú Yên trên cơ sở toàn bộ huyện Sông Cầu.
- Thành lập phường Xuân Thành trên cơ sở điều chỉnh 9,08 ha diện tích tự nhiên và 120 người của xã Xuân Lâm.
- Xã Xuân Lâm trực thuộc thị xã Sông Cầu.

Sau khi điều chỉnh địa giới hành chính, xã Xuân Lâm còn lại 13.090,84 ha diện tích tự nhiên và 3.963 người.